# Lorrez-le-Bocage-Préaux
Lorrez-le-Bocage-Préaux é uma comuna francesa localizada na região administrativa da Île-de-France, no departamento Sena e Marne. A comuna possui 1192 habitantes segundo o censo de 1990.